# Коптски алфабет
Коптски алфабет је писмо које се користи за писање коптског језика. Број глифова се заснива на грчком алфабету кроз слова која су позајмљена из египатског демотског писма, и то је прво алфабетско писмо које се користило за писање египатског језика. Постоји неколико коптских алфабета, с обзиром да је коптски систем писања варирао кроз бројне дијалекте и субдијалекте коптског језика.

## Историја
Коптски алфабет има дугу историју, почевши од периода Птолемејског краљевства у Египту, до коришћења грчког писма ради транскрибовања текстова на демотском писму с циљем бележења тачног изговора демотског језика. Током прва два века нове ере, написана је група магијских текстова на језику који научници називају стари коптски, а текстови на египатском су писани грчким алфабетом. Међутим, један број слова је изведен из демотског писма, и многа се данас користе у правом коптском писму. Са ширењем хришћанства у Египту, већ до 3. века престаје да се пише египатским хијероглифима, а и демотским мало касније, што је учинило да се ова врста писања више повезује са хришћанском црквом. До 4. века, коптски алфабет је стандардизован, посебно што се сахидског дијалекта тиче. (Постоје бројне разлике у писмима којима се пишу различити дијалекти коптског језика.) Коптски се данас генерално не користи, сем у заједницама Коптске оријентално-православне цркве у Александрији који се њиме користе да би писали религијске текстове. Сви гностички кодекси пронађени у Наг Хамадију (горњи Египат) написани су коптским писмом.
Стари нубијски алфабет који се користио за писање старог нубијског језика, нило-сахарски језик, углавном је писан уницијалним грчким алфабетом, који позајмљује слова из коптског и мероитског језика демотског порекла.

## Облик
Коптско писмо је први систем писања у Египту у којем су забележени самогласници, што чини коптске документе безвредним што се тиче ранијих египатских текстова. Неки египатски слогови су имали соноранте, али нису имали самогласнике; у сахидском дијалекту, они су писани у коптском као линије изнад целог слога. Разне писарске школе су ограничиле употребу дијакритичких знакова: неки су речи делили зарезом , којим су такође и обележавали клитике, које представљају детерминативе у логографском египатском језику; други користе дијакритике изнад ⲓ и ⲩ да би означили да њима почињу нови слогови, неки користе генитивни знак изнад било којег вокала у истој улози.
Коптски је углавном базиран на грчком алфабету, што потпомаже тумачење старих египатских текстова, са 24 слова грчког порекла; друга 6 или 7 слова су преузета из демотског египатског писма, у зависности од дијалекта (6 у сахидском, а по једно више у бохаирском и ахмимском). Поред слова алфабета, слово ϯ је представљало слово . 